# Metohia, Kiustendil
Metohia (în bulgară Метохия) este un sat în comuna Trekleano, regiunea Kiustendil,  Bulgaria. 

## Demografie
Componența etnică a satului Metohia
     Bulgari (100%)
     Nicio identificare (0%)
     Altele (0%)
La recensământul din 2011, populația satului Metohia era de 11 locuitori. Din punct de vedere etnic, toți locuitorii erau bulgari.